# Venecija

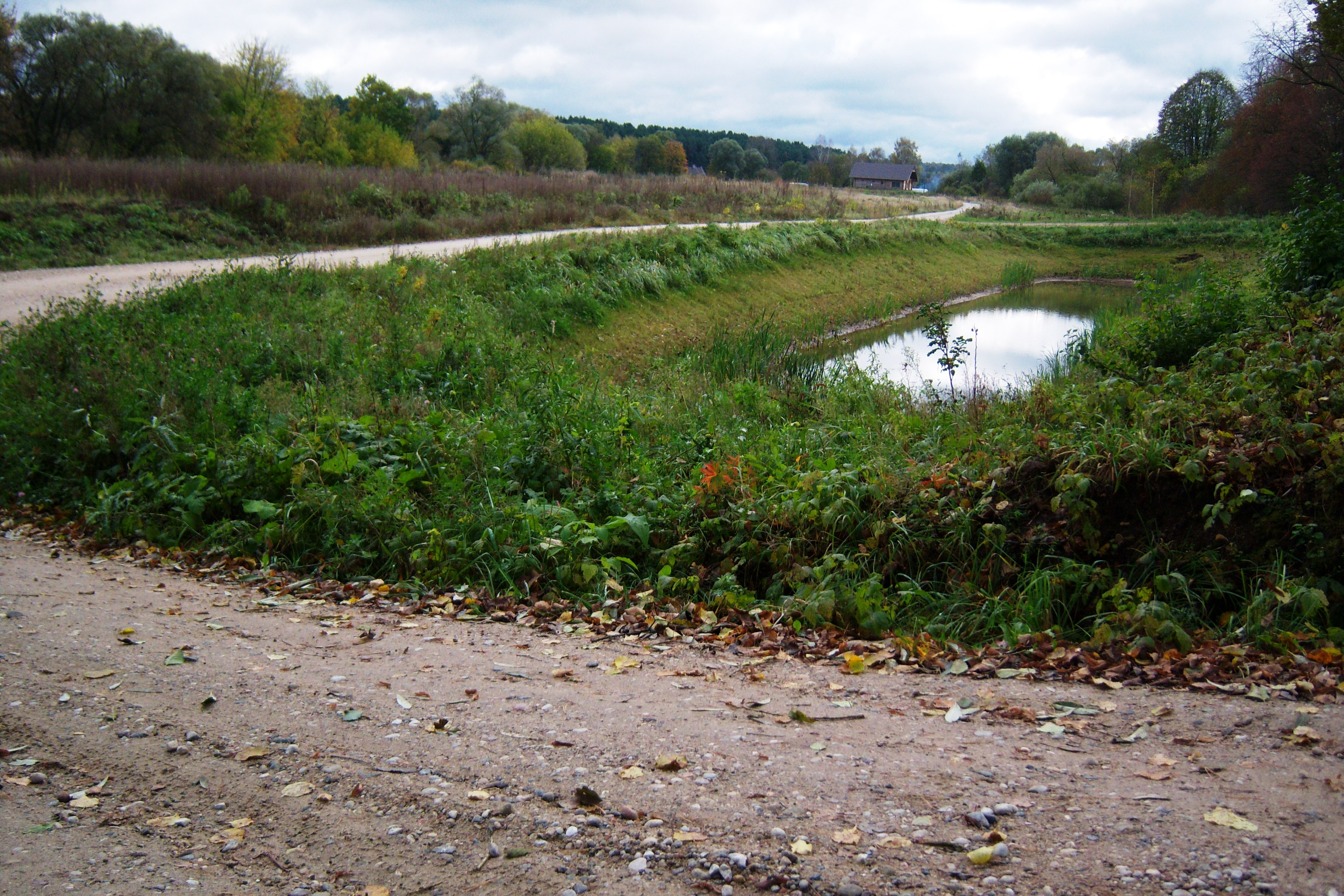
Einfahrt

Venecija (it. Venezia , dt. Venedig) ist ein Ort im Amtsbezirk Jonava der Rajongemeinde Jonava, an der Straße Jonava-Rukla (Richtung Gemeinde Elektrėnai), im Bezirk Kaunas, Litauen. 
Am Dorf gibt es die  Fernstraße 143 (Jonava–Žasliai–Kloniniai Mijaugonys).

## Geschichte
1923 gab es 39 Einwohner. 2021 wohnten nur 11. 
Von 1995 bis 1997 war Venecija im Amtsbezirk Dumsiai. Von 1997 bis zum 10. April 2024 gehörte das Dorf dem Amtsbezirk Rukla, ab 2009 dem Unterbezirk Vakarai des Amtsbezirks.

## Personen
- Gintas Jasiulionis (* 1970), Politiker und Beamter, Leiter des Amtsbezirks Rukla, ehemaliges Rajongemeinde-Ratsmitglied[2]